# 후나바시역
후나바시역(일본어: 船橋駅, ふなばしえき)은 일본 지바현 후나바시시에 있는 역이다. 동일본 여객철도 소부 선(쾌속, 각역정차) 및 도부 철도 노다 선,이 환승하는 역이다.

## 타는 곳

### 동일본 여객철도
| 1 | 소부 선（각역정차） | 니시후나바시・긴시초·아키하바라·신주쿠·미타카 방면,・ ○도자이 선 직결 니시후나바시・오테마치・다카다노바바・나카노 방면 （평일 아침 닟 저녁에만 운행） |
| 2 | 소부 선（각역정차） | 쓰다누마・지바 방면 |
| 3 | 소부 선（쾌속）     | 긴시초・도쿄・시나가와・요코하마・구리하마 방면 (요코스카 선 직결)                                                                                     |
| 4 | 소부 선（쾌속）     | 쓰다누마・지바・사쿠라・나리타・나리타 공항・우치보 선・소토보 선 방면                                                                                 |

### 도부 철도
| 5・6 | ■노다 선 | 신카마가야・가시와・노다 시・가스카베・오미야 방면 |

## 인접 역
| 동일본 여객철도 ■소부 선 (쾌속)                                           | 동일본 여객철도 ■소부 선 (쾌속) | 동일본 여객철도 ■소부 선 (쾌속) |
| ------------------------------------------------------------------------- | ------------------------------- | ------------------------------- |
| 지바 나리타                                                               | 통근쾌속                        | 긴시초 즈시 방면                |
| 쓰다누마 지바, 나루토, 가즈사이치노미야, 기미쓰, 나리타 공항, 가시마 신궁 | 쾌속                            | 이치카와 구리하마 방면          |
| 동일본 여객철도 ■주오・소부 선（각역정차）                                |                                 |                                 |
| 히가시후나바시 지바 방면                                                  | 각역정차                        | 니시후나바시 미타카             |
| 도부 철도 ■노다 선                                                        |                                 |                                 |
| 신후나바시 오미야                                                         | 각역정차                        | 시·종착역                       |